# 2022年加利福尼亞州州務卿選舉
2022年加利福尼亞州州務卿選舉將於2022年11月8日舉行，以選舉下一任加利福尼亞州州務卿。初選於2022年6月7日舉行。
在紐森任命前任州務卿亚历克斯·帕迪利亚接替賀錦麗成為加利福尼亞州聯邦參議員後現任民主黨州務卿雪莉·韋伯於2020年12月被州長加文·紐森任命為州務卿，韋伯尋求連任。